# Pangburn
Pangburn város az USA Arkansas államában, White megyében. Lakosainak száma 500 fő (2020. április 1.).

## Népesség
A település népességének változása:
| Lakosok száma | 654  | 601  | 500  |
|               | 2000 | 2010 | 2020 |